# Willinkapis melanotricha
Willinkapis melanotricha är en biart som beskrevs av Jesus Santiago Moure 1969. Willinkapis melanotricha ingår i släktet Willinkapis och familjen korttungebin. Inga underarter finns listade i Catalogue of Life.